# Muggia
Muggia (in dialetto istroveneto e in dialetto triestino Muja, in sloveno Milje) è un comune italiano di 12 771 abitanti del Friuli-Venezia Giulia.
È il comune situato più a meridione della regione Friuli-Venezia Giulia ed è, assieme a San Dorligo della Valle, l'unico comune dell'Istria rimasto italiano.

## Geografia fisica

### Territorio
Il territorio comunale muggesano si allunga sul versante settentrionale dell'omonimo promontorio, tra i Monti di Muggia e le acque del Vallone di Muggia che lo separano dalla città di Trieste. Il capoluogo, esposto a nord-est, sorge sul mare e si estende sulle colline e valli retrostanti. Il territorio comunale è caratterizzato da un tipico paesaggio collinare costiero, digradante verso il golfo di Trieste: dalle propaggini occidentali del promontorio si può godere dello spettacolo (cosa che avviene in pochi altri luoghi dell'Italia) del tramonto sul mare Adriatico.
È l'unico lembo d'Istria – insieme a una sezione del comune di San Dorligo della Valle/Dolina – rimasto alla Repubblica italiana dopo la seconda guerra mondiale e in seguito al Memorandum di Londra ratificato dal Trattato di Osimo (1975).

### Clima
Muggia presenta un clima temperato a estate calda, tipico dei litorali adriatici da Trieste a Pescara.
Nonostante la sua collocazione, Muggia episodicamente è stata interessata da precipitazioni nevose anche intense: si ricordano in particolare quelle del 7 gennaio 2003 e del 10 marzo 2010.
Come altre località costiere dell'Adriatico settentrionale, a Muggia in più occasioni si è presentato il fenomeno dell'acqua alta (la "colma"), particolarmente nella zona del centro cittadino.

## Storia
Muggia sorse probabilmente come castelliere (villaggio fortificato) protostorico (età del ferro, VIII-VI secolo a.C.).
La cittadina sorse sicuramente sul colle di 172 m denominato oggi “Muggia Vecchia”. Nei pressi della cittadina furono rinvenute iscrizioni romane, un orologio solare, frammenti di mosaico e mattoni con bollo di fabbrica. Il primo documento certo in cui appare il nome di Muggia risale all’anno 931 e concerne la donazione fatta dai re d’Italia Ugo e Lotario al Patriarca di Aquileia del “Castellum Mugla“.
Dopo l'inizio della penetrazione romana nel Friuli e la fondazione di Aquileia nel 181 a.C., il territorio muggesano venne conquistato insieme al resto dell'Istria con le campagne condotte nel 178-177 a.C.
I Romani vi posero un accampamento in posizione elevata, Castrum Muglae, per difendere le vie di comunicazione con la colonia dalle incursioni degli istri. Lungo la costa esistevano altri insediamenti con ville, approdi, moli (nella baia di san Bartolomeo, a Punta Sottile e a Aquilinia-Stramare).
Dopo la caduta dell'Impero romano d'Occidente, a Muggia si avvicendarono le dominazioni del goto Teodorico, dei Longobardi, dei Bizantini e dei Franchi. Nel 931 fu donata dai re d'Italia Ugo e Lotario al Patriarcato di Aquileia. Nel 1354 subì un attacco da parte dei Genovesi e scelse di passare nel 1420 con la Repubblica di Venezia.
Alla fine del XV secolo l'abitato sul colle, l'odierna Muggia Vecchia, perse progressivamente importanza, col trasferimento di buona parte degli abitanti sulla riva del mare, presso il "Borgolauro", dove tuttora si trova il centro cittadino.
Dopo la fine della Repubblica di Venezia (1797) e la breve parentesi del Regno italico napoleonico (1805-1814), Muggia passò sotto il dominio asburgico, sotto il quale sviluppò una fiorente industria cantieristica navale. Questa prima industrializzazione, unita all'impetuosa crescita economica che stava interessando la vicina Trieste, mutò radicalmente il tessuto economico e sociale muggesano, fino ad allora incentrato sulla pesca e sul commercio di piccolo cabotaggio. Nei primi decenni del XX secolo la cittadina si affermò definitivamente come polo cantieristico, grazie all'apertura del Cantiere San Rocco e dell'antistante Cantiere "San Marco" di Trieste, facendo di Muggia un centro operaio e proletario.
Alla fine dell'Ottocento il dialetto muglisano, una parlata ladina simile al friulano, si estinse. Le testimonianze delle ultime persone che parlavano il muglisano sono state raccolte dall'abate Jacopo Cavalli nel 1889. L'ultimo dei "muglisani" fu Niccolò Bortoloni, che fu una delle fonti, la più attendibile, a cui attinse il Cavalli e che morì all'inizio del 1898. Va rilevato che per lungo tempo, prima di estinguersi, il muglisano aveva convissuto con l'attuale muggesano, dialetto di tipo istro-veneto.

### Storia contemporanea
Dopo la prima guerra mondiale il territorio di Muggia passò, come l'intera Venezia Giulia, al Regno d'Italia. Nel 1919 l'ex Campo di aviazione austro-ungarico di Zaule del 1911 ospitò la 38ª Squadriglia del Regio Esercito italiano fino al 20 dicembre 1920 e la 77ª Squadriglia aeroplani fino al maggio 1919: dal 28 febbraio 1919 fino a maggio il I Gruppo e da giugno la 91ª Squadriglia.
Nel 1923 il comune di Muggia cedette parti delle frazioni di Albaro Vescovà e di Valle Oltra al comune di Capodistria.
Dopo l'8 settembre 1943 il territorio subì l'occupazione militare tedesca, diventando parte dell'Adriatisches Küstenland. Durante la Guerra di Liberazione Muggia, forte della sua tradizione proletaria e antifascista, fu tra i più attivi centri della Resistenza istriana, come dimostrato dalla Medaglia d'Argento al Valor Militare (la massima onorificenza non fu concessa a causa dei movimenti filo-jugoslavi) e dalle vicende umane di Alma Vivoda, Natale Colarich e Luigi Frausin.
A seguito del trattato di pace di Parigi del 1947 Muggia venne inclusa nella "zona A" del Territorio Libero di Trieste. Le ulteriori rettifiche territoriali previste dal Memorandum di Londra, con la definitiva assegnazione della Zona B del Territorio Libero di Trieste all'amministrazione jugoslava, furono effettuate a spese di Muggia (più di 10 km² circa con 3 500 abitanti), che perse le frazioni di Albaro Vescovà, dei Monti di Muggia e la zona di Punta Grossa che sino ad allora si trovavano nella Zona A del Territorio Libero di Trieste.
Le principali frazioni e località perdute nel 1954 furono: Albaro Vescovà (Škofije), Barisoni (Barizoni), Bosini (Bosinj), San Colombano (Kolomban), Crevatini (Hrvatini), Elleri (Elerji), Faiti (Fajti), Plavia Monte d'Oro (Plavje), Premanzano (Premančan) e Punta Grossa (Debeli Rtič). Il comune muggesano, nonostante costituisse uno dei pochissimi lembi della regione istriana rimasti sotto sovranità italiana, perse in occasione delle modifiche confinarie dell'ottobre 1954 un terzo del suo territorio. In quest'occasione oltre 2700 persone decisero di lasciare le località, oramai jugoslave, per riparare in Italia.
Verso la fine degli anni Sessanta il settore cantieristico, fino ad allora motore di traino dell'economia locale, iniziò a mostrare i primi segnali di crisi con la chiusura del Cantiere Navale Felszegi nel 1968, seguito nei decenni successivi dal Cantiere San Rocco e dal Cantiere San Marco di Trieste. Il 10 novembre 1975 fu firmato il trattato di Osimo da delegati italiani e jugoslavi per accordarsi riguardo al confine tra zona A e zona B amministrate da Italia e Jugoslavia.
Nel dicembre 2007, con l'ingresso della Slovenia nello spazio Schengen, la frontiera che separava la città dal resto dell'Istria è di fatto scomparsa. 
Oggi la cittadina di Muggia è un centro turistico e commerciale, grazie all'apertura del confine e ai progetti di collaborazione transfrontaliera.

### Simboli
Lo stemma e il gonfalone sono stati concessi con regio decreto dell'11 marzo 1937 e regie lettere patenti del
22 settembre 1939.
Il gonfalone è un drappo di azzurro 

### Onorificenze
Muggia è tra le città decorate al valor militare per la guerra di liberazione, insignita della medaglia d'argento al valor militare per i sacrifici delle sue popolazioni e per l'attività nella lotta partigiana dopo l'8 settembre 1943 durante la fase finale della seconda guerra mondiale:

## Monumenti e luoghi d'interesse

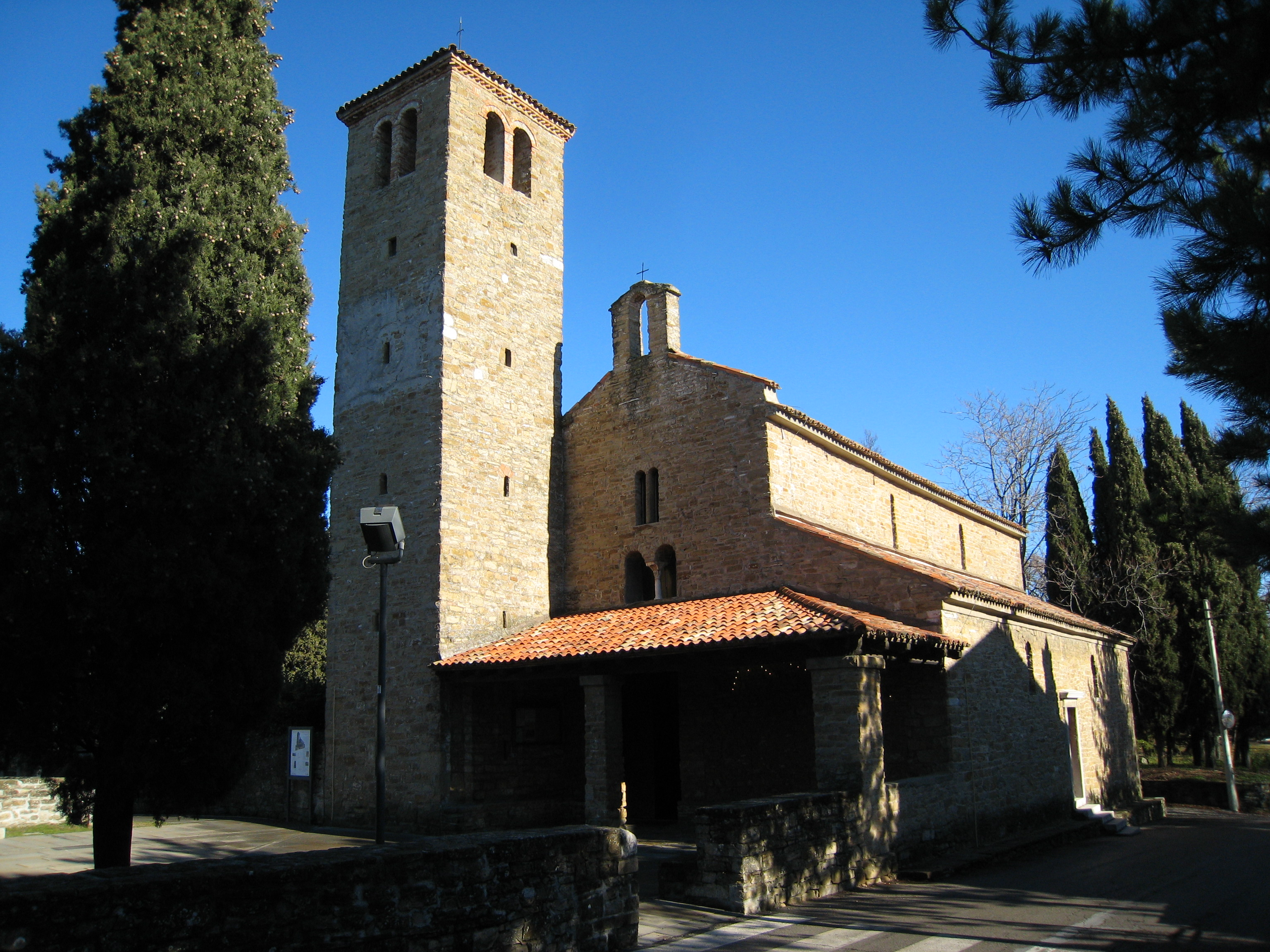
La basilica di Muggia vecchia

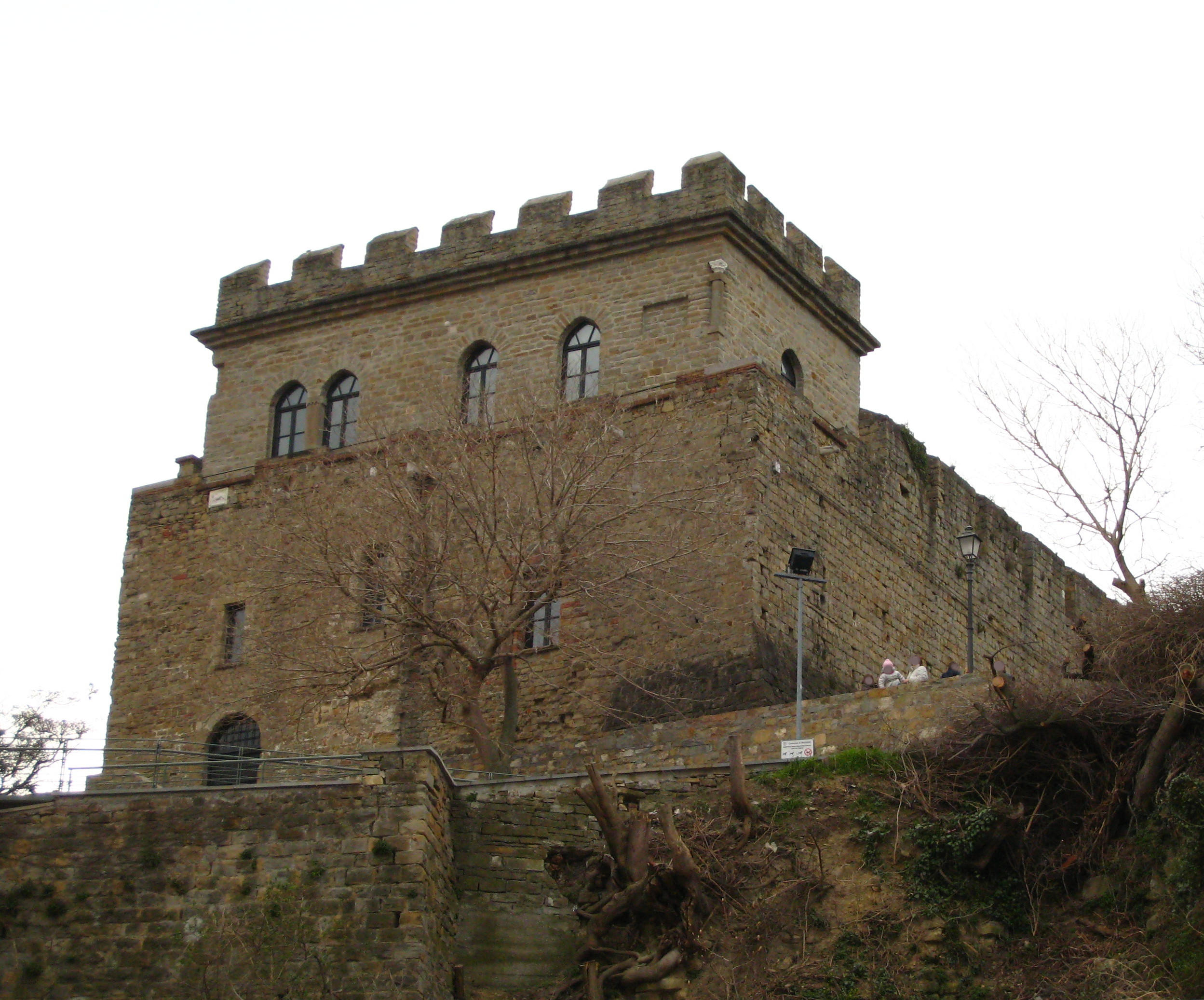
Il castello di Muggia visto dal porto

### Parco archeologico e Santuario di Muggia Vecchia
Sul colle Muggia Vecchia è stato realizzato il Parco archeologico di Muggia Vecchia (Castrum Muglae), che ospita la basilica di Santa Maria Assunta, unico edificio rimasto in piedi, e i resti archeologici dell'abitato medievale.
Si riteneva che l'abitato di Muggia Vecchia avesse cessato di essere luogo abitato dopo la sua distruzione avvenuta da parte dei genovesi e di Pagano Doria nel 1353; invece esso fu distrutto, lasciando in piedi la basilichetta, dai triestini in perenne lotta contro i muggesani a causa delle saline.
Prima dell'attuale chiesa doveva essercene una precedente dell'VIII o IX secolo, della quale esistono alcuni elementi: l'ambone, il leggio e due grandi e larghe transenne o balaustre di marmo a pluteo di arte longobarda databili al periodo longobardo di re Liutprando (VIII secolo) o comunque al periodo della Rinascenza liutprandea (VIII-IX secolo), a destra e a sinistra dell'ingresso, dopo il rifacimento avvenuto nel secolo XIII.
I resti del borgo medievale sono stati rimessi in luce dalle indagini archeologiche: un tratto di strada su cui si aprivano diverse distinte case, su un lato della strada appoggiate alle mura di cinta, un'abitazione che conserva resti del piano superiore, accessibile da una scala esterna in muratura e presumibilmente sede dell'officina di un fabbro al piano terra.
Gli scavi hanno rimesso in luce anche tracce di frequentazione nell'VIII secolo d.C., ovvero una cava da cui furono scavate lastre di Arenaria, successivamente sistemata con murature di contenimento. I rinvenimenti testimoniano la presenza di un centro abitato del periodo risalente all'età del ferro, collocabile tra l'VIII e VI-V secolo a.C.
L'attuale borgo di Muggia Vecchia è una località sorta relativamente di recente.

### Castello di Muggia
Il castello si affaccia in posizione elevata sul porto, è di proprietà dello scultore Villi Bossi e di sua moglie Gabriella, e viene aperto al pubblico in particolari occasioni, specie per iniziative culturali e musicali.
Il primo nucleo del castello fu una torre fatta erigere dal patriarca di Aquileia, Marquardo di Randeck, nel 1374, nella zona chiamata Borgolauro. Successivamente venne aggiunto un quadrilatero di mura e delle torri di guardia per ospitare una guarnigione di soldati, la cui costruzione si protrasse sino al 1399. I merli della torre sono piani, ovvero di tipo guelfo. Nel 1701 fu avviato un primo progetto di restauro, curato dal conte Giovanni Polcenigo, che però fu effettuato solo nel 1735, su spinta del governo della Serenissima, nella cui orbita Muggia gravitava. Nell'Ottocento il castello ricadde in uno stato di abbandono, nel quale rimase sostanzialmente sin quasi alla fine del secondo millennio, quando gli attuali proprietari lo riportarono all'originale splendore.

### Palazzo municipale
L'edificio, di origine medievale e risalente al periodo del dominio veneziano, si affaccia sulla piazza principale ed è stato ricostruito dopo un incendio nel 1930. Sulla facciata campeggia una stele raffigurante il leone marciano e sono raccolti numerosi stemmi nobiliari di famiglie patrizie veneziane.

### Duomo di Muggia
Il duomo dei Santi Giovanni e Paolo fu consacrato nel 1293. L'attuale facciata, in stile gotico veneziano, è opera del XV secolo e richiama quella della cattedrale dell'Assunzione di Maria di Ossero.

### Chiesa di San Francesco d'Assisi

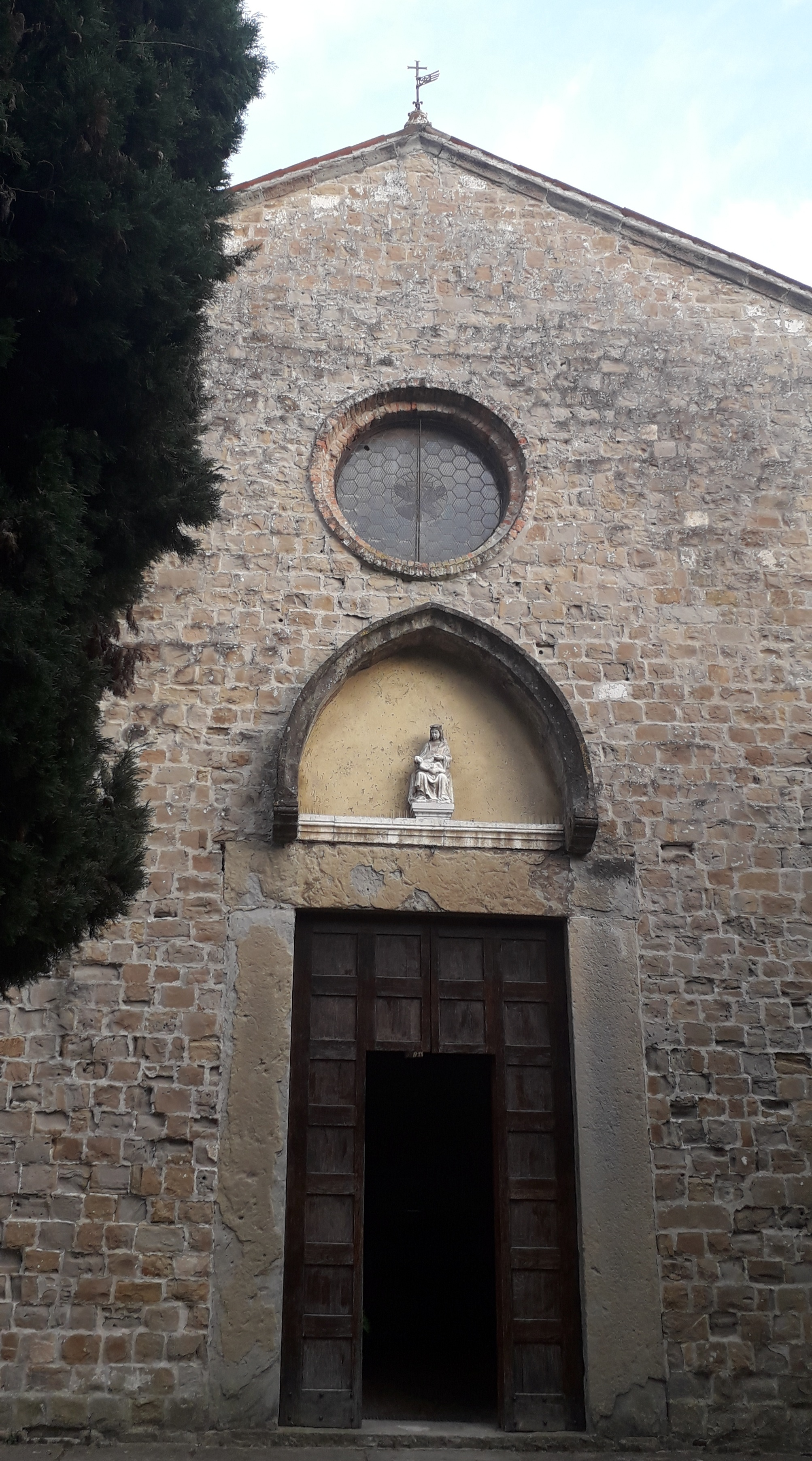
La chiesa di san Francesco d'Assisi

Oggi suffraganea della parrocchia dei Santi Giovanni e Paolo, era annessa all'antico chiostro di un convento dei padri minori conventuali francescani insediatisi a Muggia tra il 1330 e il 1340. L'edificio fu completato nel 1410-11. A pianta rettangolare, con abside poligonale, conserva una tempera trecentesca con la Madonna allattante, di scuola bolognese o marchigiana; una quattrocentesca Pietà o Vesperbild, di scuola salisburghese; una pala seicentesca raffigurante la Madonna della Cintola, di Pietro Liberi (1614-1687). Nella chiesa è esposta una collezione di presepi provenienti da varie parti d'Italia e del mondo.

### Chiesa del Santissimo Crocifisso
Un tempo nota come chiesa della Visitazione di Maria Vergine, fu completata il 1º novembre 1347 per volontà di ser Raffaele di ser Steno, un sostenitore del partito filo-veneto che voleva impossessarsi di Muggia. Al suo interno, un'epigrafe in caratteri gotici con lo stemma di ser Raffaele attesta la data di costruzione e la dedica alla Vergine. L'altare barocco, realizzato nel XVIII secolo, è affiancato da quattro fanali da processione. È conosciuta oggi come "Chiesa del Cristo".

### Chiesa di San Matteo a Zindis
I lavori della chiesa, su progetto degli architetti Carlo Celli e Dario Tognon, iniziarono nel 1970; contestualmente alla consacrazione dell'edificio (il 7 ottobre 1973), iniziò l'attività indipendente della nuova parrocchia di Zindis-San Rocco-Lazzaretto.

### Chiesa di San Rocco a San Rocco
Nel 1631 era stata eretta nella zona vicino al mare una chiesa dedicata al santo, per grazie ottenute dopo la grande epidemia di peste di quegli anni. Essa fu poi conglobata nel 1857 nell'area del cantiere navale ''San Rocco'', all'epoca in fase di costruzione. Per far spazio a un bacino cantieristico, il vecchio luogo di culto fu demolito e l'attuale chiesetta di San Rocco fu edificata nel 1864. Dipende dalla parrocchia di San Matteo Apostolo di Zindis. 

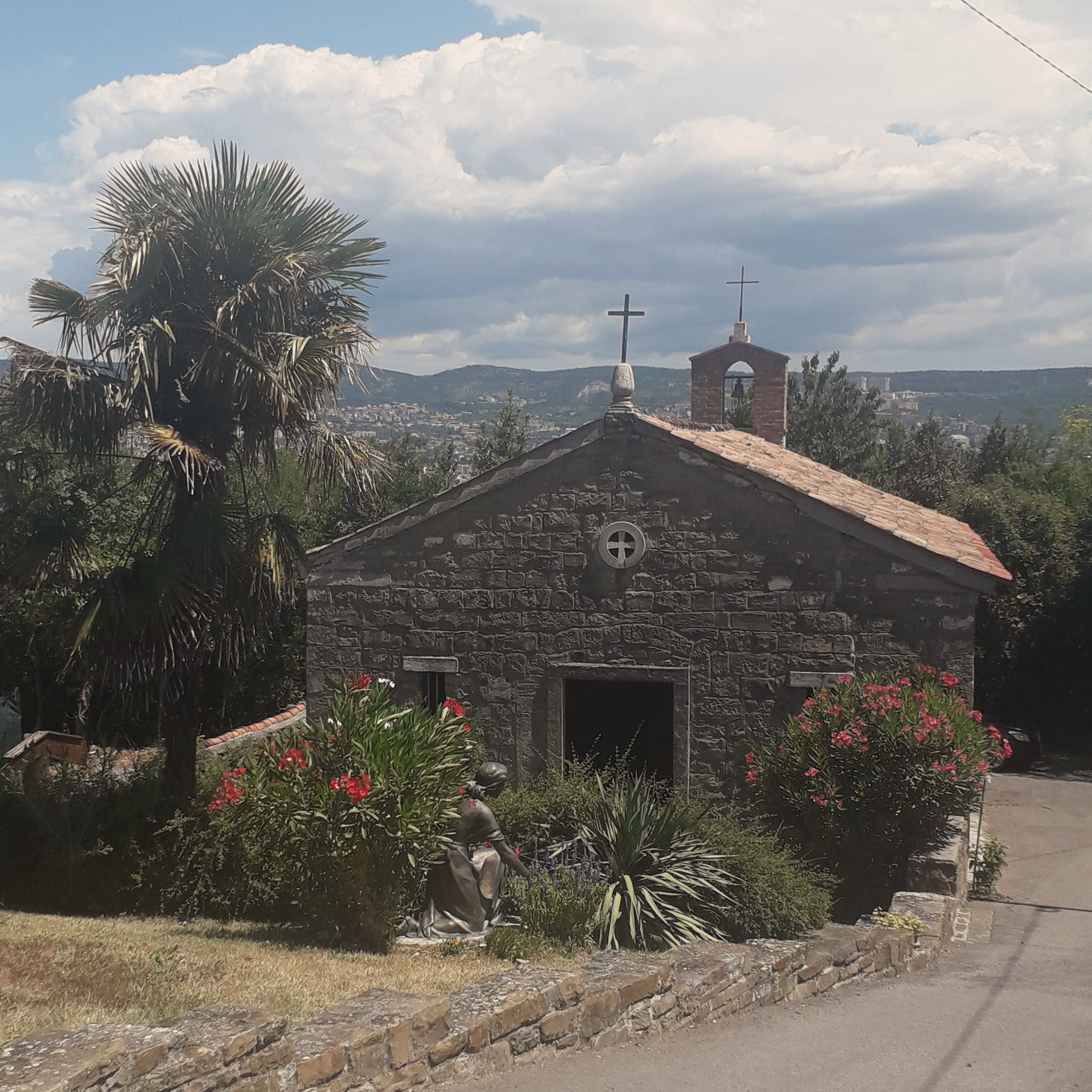
La chiesetta di San Sebastiano

### Chiesetta di San Sebastiano
L'edificio sorge sulla salita Ubaldini, a metà strada tra il centro di Muggia e Muggia Vecchia, lungo l'antico percorso penitenziale noto come Strada del perdòn: da qui il remoto soprannome di Cesa de mezo ("Chiesa di mezzo"). Costruita con ogni probabilità dopo la peste del 1446, ha pianta rettangolare con facciata a capanna e un piccolo rosone. All'interno, alcune rustiche statue della Madonna del Buon Consiglio, di San Michele, San Biagio, San Sebastiano e Sant'Antonio abate.

### Chiesa di Santa Barbara
Posta nell'omonima frazione, la chiesa di Santa Barbara fu costruita nella seconda metà dell'Ottocento lì dove è accertato che nel XVII secolo esisteva una piccola cappella.

### Chiesa di San Benedetto Abate ad Aquilinia
La chiesa della frazione di Aquilinia, una struttura prefabbricata, fu costruita nel 1962 e fu aperta al culto dal vescovo Antonio Santin il 29 luglio dello stesso anno. È stata eretta a parrocchiale il 21 marzo 1964.

## Società

### Evoluzione demografica
Abitanti censiti

### Lingue e dialetti
Muggia fa parte dei comuni del Friuli-Venezia Giulia in cui vige la tutela della comunità slovena.
La popolazione è quasi per la sua totalità di madrelingua italiana. È altresì molto diffuso il dialetto muggesano (mujesan), una varietà locale di transizione tra il dialetto triestino, ormai dominante, e l'istro-veneto.
La minoranza slovena storica è concentrata soprattutto nella zona di Rabuiese/Rabujez, Vignano/Vinjan, Belpoggio/Beloglav e nelle frazioni di Santa Barbara/Korošci e Aquilinia/Žavlje.
| %      | Ripartizione linguistica (gruppi principali) |
| ------ | -------------------------------------------- |
| 95,30% | madrelingua italiana                         |
| 4,70%  | madrelingua slovena                          |

La popolazione è omogenea: quasi completamente di nazionalità italiana, al 1º gennaio 2024 i cittadini stranieri residenti a Muggia erano 469 il 3,7% del totale. La comunità straniera più numerosa è quella proveniente dalla Slovenia, con il 19,4% di tutti gli stranieri presenti sul territorio, seguita dalla Repubblica di Serbia e dalla Romania.

## Cultura

### Eventi
- Carnevale muggesano

Gli statuti del 1420 parlano della festa di Carnevale che si svolgeva a Muggia, e Nicolò Manzuoli nella sua Nova descrittione dell'Istria (1611) menziona il "ballo della verdura" che si teneva nella piazza principale, danza che lo storico ipotizzava avesse remote origini greche. Un altro storico, Prospero Petronio, avalla tale tesi (1681) rifacendosi a una antica tradizione secondo la quale gli Argonauti sarebbero approdati in Istria (Zubini 2008). Il sapore di un multicolore spettacolo popolare è però rimasto la caratteristica principale di questa festa. Il Carnevale moderno fu istituzionalizzato nel 1954 dal sindaco Giordano Pacco ed è organizzato come un concorso a premi per carri e gruppi in costume che, bandito dall'apposito comitato organizzatore, sfila per le strade di Muggia la domenica di carnevale. Le compagnie carnevalesche sono (in ordine alfabetico) : Bellezze Naturali, Bora, Brivido, Bulli & Pupe, Lampo, Mandrioi, Ongia, Trottola; molte compagnie si sono sciolte nel corso dei decenni.
La Brivido e l'Ongia sono le compagnie che sfilano da più anni, in forte competizione l'una con l'altra. La Brivido ha un punto in più rispetto all'Ongia, avendo vinto anche l'edizione del 2014. Esiste anche una edizione estiva del Carnevale, con piccole gare ludiche, musica e chioschi enogastronomici.

#### Biblioteche
Biblioteca comunale Edoardo Guglia

#### Musei

##### Civico museo archeologico di Muggia
Il Civico museo archeologico di Muggia, inaugurato nel 1997, ha sede presso la Casa Veneta nel centro storico di Muggia, e offre un'esposizione di reperti ritrovati nei 25 siti sparsi sul territorio di Muggia, in particolare sul Monte Castellier: la stele dedicata al Dio Mitra, la Necropoli di Santa Barbara e il Castelliere di Elleri.

##### Museo d'arte moderna Ugo Carà
Il Museo d'arte moderna Ugo Carà, inaugurato il 7 marzo 2006 in seguito a una donazione del maestro al Comune di Muggia, rappresenta l’unico corpus di opere dello scultore e designer Ugo Carà (Muggia, 26 novembre 1908 - Trieste, 12 dicembre 2004) e offre ogni anno un fitto programma di mostre d'arte moderna e contemporanea.

#### Teatri

##### Sala teatrale Giuseppe Verdi
L'attuale sala teatrale fu costruita da Onorato Gorlato nel 1923 in via san Giovanni 4. Ospitò a lungo un cinema, chiuso nel 1986 per incompatibilità con le norme di sicurezza. Riaprì il 28 gennaio 1989 dopo un'opera di restauro. Il 16 novembre 1991 ospitò i Nirvana in una delle date italiane del loro tour, che coincise con l'esplosione internazionale della loro notorietà.

## Geografia antropica

### Frazioni e località
- Aquilinia-Stramare (Žavlje-Štramar): 1779 ab.
- Belpoggio (Beloglav): 50 ab.
- Boa: 36 ab.
- Chiampore (Čampore): 268 ab.
- Farnei: 57 ab.
- Lazzaretto-San Bartolomeo (Lazaret-Sveti Jernej): 61 ab.
- Muggia (Milje), capoluogo comunale: 10.255 ab
- Noghera o Noghere (Oreh): 44 ab.
- Rabuiese (Rabujez): 75 ab.
- San Rocco
- Santa Barbara (Korošci)
- Valico Rabuiese (Rabuješka Mejna): 59 ab.
- Vignano (Vinjan): 125 ab.
- Villaggio Castelletto: 66 ab.
- Zindis

## Infrastrutture e trasporti

### Ferrovie
Dal 1902 al 1935 era in funzione la Ferrovia Parenzana che collegava Trieste con Parenzo (oggi in Croazia) e anche Muggia aveva la sua stazione ferroviaria, che dopo la chiusura della linea fu demolita.

### Mobilità urbana
Il 5 agosto 1952 fu inaugurata la linea filoviaria 20 della azienda municipalizzata Acegat per collegare Muggia alla stazione ferroviaria di Trieste. Alle filovie sono subentrati negli anni Settanta gli autobus (oggi dell'azienda Trieste Trasporti), che compiono il medesimo percorso, pur con varie modifiche intervenute nei decenni. La linea 47 garantisce un collegamento tra Muggia e San Dorligo della Valle, mentre la linea 49/ permette di raggiungere l'ospedale di Cattinara. Altre linee della stessa azienda (7, 27, 31, 32, 90) svolgono il servizio soltanto all'interno del territorio comunale, rispettivamente dirette a Lazzaretto, Muggia Vecchia, Cerei, Santa Barbara; l'ultima svolge un servizio esclusivamente estivo in direzione di Lazzaretto.

## Amministrazione
Fonte
| Periodo          | Periodo          | Primo cittadino   | Partito                                       | Carica                    | Note       |
| ---------------- | ---------------- | ----------------- | --------------------------------------------- | ------------------------- | ---------- |
| 1949             | 1964             | Giordano Pacco    | Partito Comunista Italiano                    | Sindaco                   |            |
| 1964             | 1977             | Gastone Millo     | Partito Comunista Italiano                    | Sindaco                   |            |
| 1977             | 1987             | Willer Bordon     | Partito Comunista Italiano                    | Sindaco                   |            |
| 24 dicembre 1987 | 25 luglio 1989   | Claudio Mutton    | Sinistra indipendente                         | Sindaco                   |            |
| 26 luglio 1989   | 23 novembre 1989 | Pasquale Vergone  | -                                             | Commissario straordinario |            |
| 24 novembre 1989 | 17 dicembre 1990 | Jacopo Rossini    | Partito Socialista Italiano                   | Sindaco                   |            |
| 17 dicembre 1990 | 21 novembre 1993 | Fernando Ulcigrai | Partito Socialista Italiano                   | Sindaco                   |            |
| 21 novembre 1993 | 26 marzo 1996    | Sergio Milo       | Alleanza dei Progressisti                     | Sindaco                   |            |
| 26 marzo 1996    | 1º dicembre 1996 | Pasquale Vergone  | -                                             | Commissario straordinario |            |
| 1º dicembre 1996 | 24 giugno 2001   | Roberto Dipiazza  | Forza Italia                                  | Sindaco                   |            |
| 24 giugno 2001   | 10 aprile 2006   | Lorenzo Gasperini | Lega Nord                                     | Sindaco                   |            |
| 10 aprile 2006   | 17 maggio 2011   | Nerio Nesladek    | Civico di sinistra                            | Sindaco                   | I mandato  |
| 17 maggio 2011   | 5 giugno 2016    | Nerio Nesladek    | Partito Democratico                           | Sindaco                   | II mandato |
| 6 giugno 2016    | 4 ottobre 2021   | Laura Marzi       | Sinistra Ecologia Libertà / Sinistra Italiana | Sindaco                   |            |
| 5 ottobre 2021   | in carica        | Paolo Polidori    | Lega Nord                                     | Sindaco                   |            |

### Gemellaggi
- Obervellach

## Sport

### Calcio
La principale squadra di calcio della città era l'A.S.D. Muggia 1945 che militava nella Eccellenza Friuli-Venezia Giulia. Nacque nel 1945. Giocava le partite interne presso lo stadio comunale Paolo Zaccaria sito in via dei Mulini; le altre società dilettantistiche del comune muggesano sono l'A.S.D. Muglia Fortitudo, nata nel 2004, che milita in prima categoria. Nel 2015 la società A.S.D. Muggia è fallita, quindi si è unita con il Muglia Fortitudo, l'unica squadra di calcio del comune. Oltre a questa società è presente anche l'A.S.D. Zaule Rabuiese, che rappresenta la zona di Aquilinia, frazione del comune muggesano, anch'essa militante nella Promozione del Friuli Venezia-Giulia.

### Altri sport
A Muggia sono presenti altre società impegnate nella diffusione di altri sport, come la Pallacanestro Interclub, la Società Nautica Giacinto Pullino per il canottaggio, la Società Velica di Muggia ed il Tennis Borgolauro.